# Wolfgang Gewalt

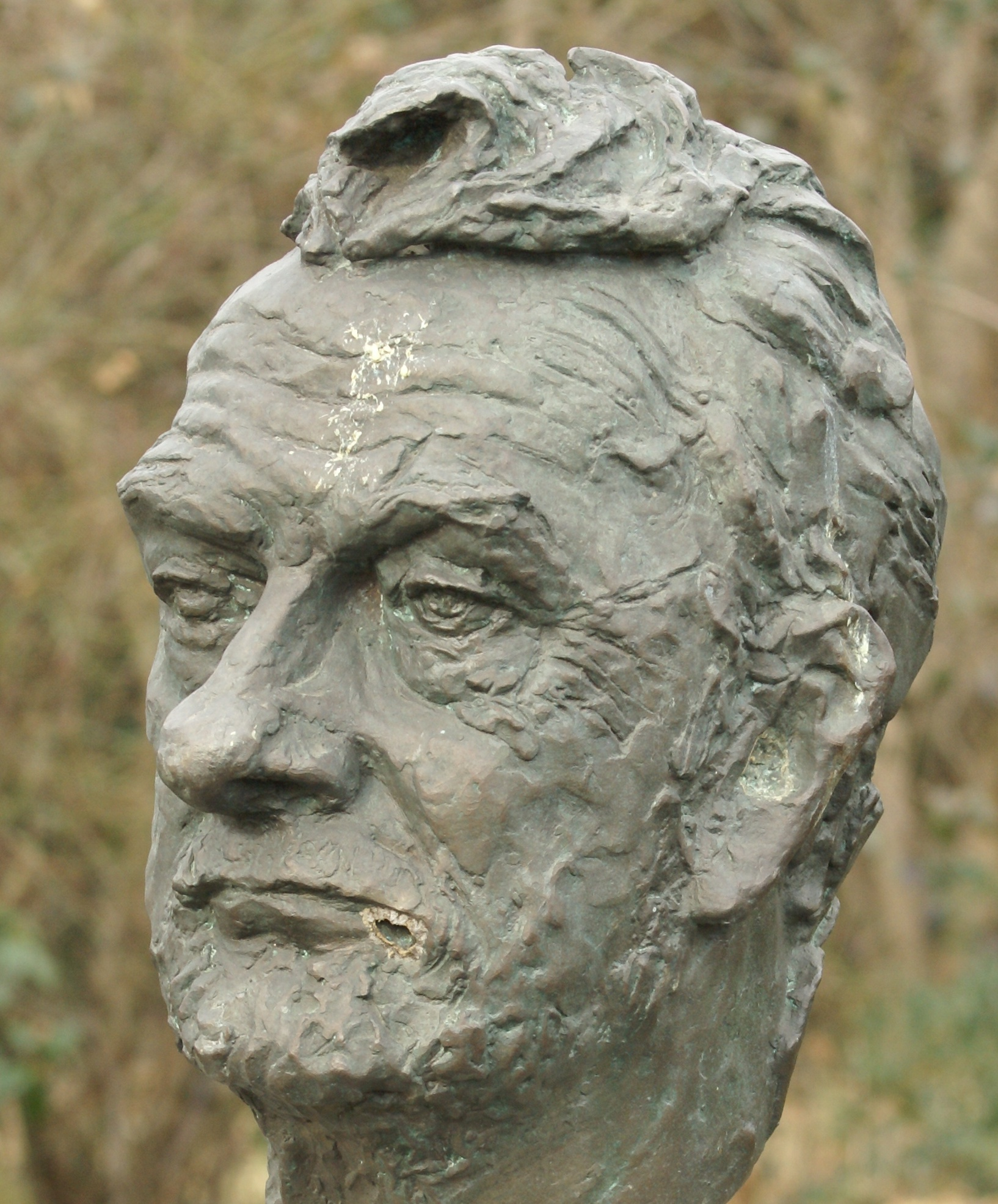
Büste Wolfgang Gewalts im Zoo Duisburg

Wolfgang Gewalt (* 28. Oktober 1928 in Berlin; † 26. April 2007 in Herrischried) war ein deutscher Zoologe, Autor und langjähriger Direktor des Duisburger Zoos.

## Leben
Wolfgang Gewalt studierte zunächst an der Humboldt-Universität und später an der Freien Universität Berlin Zoologie, Botanik, Chemie und Anthropologie. Er promovierte 1959. Das Thema seiner Dissertation lautete Beiträge zur Kenntnis des optischen Differenzierungsvermögens einiger Musteliden mit besonderer Berücksichtigung des Farbensehens. Am 1. September 1959 begann Gewalt als wissenschaftlicher Assistent am Zoologischen Garten Berlin seine tiergärtnerische Laufbahn. Er wurde 1964 zum Oberassistenten befördert und hatte diese Position bis zum 31. März 1966 inne. Zum 1. April 1966 wurde er zum Direktor des Duisburger Zoos berufen. 
1993 trat er in den Ruhestand. Er starb nach einem häuslichen Unfall auf seinem Alterssitz in Herrischried im Schwarzwald im Alter von 78 Jahren.

## Leistungen und Kritik
Wolfgang Gewalts Hauptaugenmerk lag zunächst auf der Erforschung der Großtrappe. Seine Beobachtungen in den Brutrevieren und seine Erfahrungen mit handaufgezogenen Großtrappen schrieb er in mehreren Publikationen nieder. Im Zoo Berlin verfasste er 1964 den ersten deutschen Kinderzooführer. 1969 steuerte er den Beitrag über die Beutelratten der Enzyklopädie Grzimeks Tierleben bei. 
1966 kam Gewalt, inzwischen Zoodirektor in Duisburg, in die internationalen Schlagzeilen, als sich im Mai 1966 der Belugawal Moby Dick in den Rhein verirrte. Nachdem Gewalt mehrfach vergeblich versucht hatte, das Tier zu fangen – so etwa mit dem Einsatz eines für Wale lebensgefährlichen Narkosegewehrs –, geriet er immer mehr in die Kritik. Bevor es dem Wal im Juni 1966 gelang, in die Nordsee zu schwimmen, titelte die BILD sogar: „Verhaftet Wolfgang Gewalt“.
1969 leitete Gewalt eine Expedition nach Kanada und brachte die ersten Belugas nach Duisburg. Wegen nicht artgerechter Unterbringung erntete er auch hierfür Kritik. Mit Kollegen gründete Gewalt 1972 im niederländischen Dolfinarium Harderwijk die European Association for Aquatic Mammals, eine Gesellschaft für die Haltung von Meeressäugern in menschlicher Obhut, deren erster Präsident er wurde. Ungeachtet der Kritik brachte er 1975 von einer Venezuela-Expedition zwei Orinocodelfine oder Toninas mit nach Duisburg. 1978 gelang Gewalt die erste Nachzucht eines Großen Tümmlers in einem deutschen Zoo. 
Gewalt war von 1979 bis 1980 Vizepräsident sowie von 1981 bis 1983 Präsident des Verbandes Deutscher Zoodirektoren. In seiner langjährigen Leitung prägte er das Profil des Zoos Duisburg. Mit der Präsentation seltener Tiere und seiner Haltung von Meeressäugetieren verschaffte er dem Zoo erstmals internationale Anerkennung. 1993 verlieh ihm die Österreichische Akademie der Wissenschaften die Konrad-Lorenz-Medaille.

## Werke (Auswahl)
- Die großen Trappen, 1954
- Die Großtrappe, 1956
- Das Eichhörnchen, 1959
- Bakala. Ein Gorilla lebt in unserer Küche, 1964
- Löwen vor dem zweiten Frühstück, 1965
- Tiere für dich und mich, 1968
- Delphine, meine Freunde, 1970
- Haltung und Zucht von Park- und Ziergeflügel, 1972
- Mein buntes Paradies, 1973
- Der Weißwal, 1976
- 50 Jahre Zoo Duisburg, 1984
- Wie machen die das bloss?, 1985
- Auf den Spuren der Wale, 1986
- Wale und Delphine, 1993
- Liebe und Geburt im Zoo, 1995